# Helias phalaenoides
Helias phalaenoides är en fjärilsart som beskrevs av Fabricius 1807. Helias phalaenoides ingår i släktet Helias och familjen tjockhuvuden. Inga underarter finns listade i Catalogue of Life.